# 香港基督教錫安教會
香港基督教錫安教會，簡稱錫安教會是香港獨立派別的基督團體，於1984年由梁日華（Leung Yat Wah，1961年9月1日–）牧師創立，在末日論方面的教義與基督教有巨大差異。他們是以“喝用雙氧水事件”而為人知曉，同時被其他教會和媒體視為異端邪教。該教會在成立初期就鼓吹人們喝雙氧水，並聲稱此舉有「療效」。結果，令當時香港社會和醫學界嘩然，教會的知名度因新聞紙曝光率及社會關注度增加而提升，被市民和媒體稱為「雙氧教」或「雙氧水教會」。

## 發展過程
1994年，香港錫安教會與加拿大錫安總會分開獨立發展。香港教會的梁日華聲稱加國母會的牧師趙仲權變成異端，因而單方面宣佈香港教團與其完全決裂。從此該教會自成一派，並不在中國與香港的基督教聯會名單出現。
2004年4月，《時代論壇》曾对梁日華进行采访。
2007年5月3日，香港錫安教會在香港註冊擔保有限公司，「香港基督教錫安教會有限公司」（Hong Kong Church of Zion Limited）。该宗教社團曾租用香港九龍灣國際展貿中心進行大型聚會。

## 信仰概要
- 全部包括舊約39卷及新約27卷的聖經都是神所默示的，原文是完全可信、可靠及準確；是神的向人啟示祂的計劃；是信徒的信仰和生活的最高權威與準則。
- 神是永活者，是創造天地的主，是人類的救贖者，是擁有同等地位及全部神性的聖父、聖子、聖靈三個不同位格的三而一真神。
- 耶穌基督是神的獨生兒子，是聖靈感孕由童貞女馬利亞所生的。耶穌基督擁有神人二性。耶穌基督是那位在本丟彼拉多手下受難並被釘於十字架受死、埋葬降在陰間、第三天從死人中復活升天並坐在全能父神的右邊；將來必從那裡降臨，審判活人、死人。
- 人因犯罪違背神，從而帶來肉身及靈性的死亡，與神分離，人無法靠自己的能力自我救贖。人只有因信稱義得救，即人藉著悔改和信靠耶穌基督作為唯一赦免罪的方法。獲赦免者可恢復與神的關係，白白的得到永生。
- 教會領袖是神的受膏者，教徒只能服從，不可拒絕。[8]

## 與傳統基督教教會的信仰分歧

### 末日論
錫安教會教導信徒相信世界終結是需警醒，雖然不知時候，但要留意啟示錄所寫的。要時刻預備警醒主再來因為主回來好像夜間的賊一樣。傳統教會則按照聖經教導信徒，時候和日期只有天父知道，信徒不可知道（使徒行傳一章七節），及信徒因為主隨時會回來而需要時常儆醒，而預備的是防範罪惡和敬畏神（馬太福音廿四章三十六至五十一節）。
錫安教會教導信徒從聖經詩篇中及各種數字巧合得到啟示預測神很大機會在2012年落實收回世界。由於錫安教會曾經在1999年預測2000年有「千年蟲亂世」之說並沒有應現，而猜測末日不符合聖經教導，因此普世認為錫安教會之「2012年末日」並不是從神而來的信息而沒有理會。

### 守聖餐的安排
錫安教會信徒沒有定期堅守聖餐的安排。傳統教會則按照聖經安排定期守聖餐，原因是新約教會神的同在。哥林多前書11章聖餐教導說一些人不省察自己，結果林前11:30因此有人患病「死的也不少」認為應該認真的守聖餐，免得招損。

## 教會牧者
錫安教會的創會牧者為梁日華牧師。至今，他仍然主導該會的發展及擔任主日信息分享的牧師。他向信徒的信息分享主要集中於健康生活和末日信息。由他牧養的教會引發爭議。除了梁日華牧師之外，錫安教會也按立多名牧師、家主在各區成立家聚點負責教導信徒。

## 爭議事件

### 創辦人梁日華的牧師資格
一般來說，每一間新教教會最少有一個牧師；如果沒有，就會由傳道人帶領教會；如果連傳道也沒有的話，那就由不受薪的幾個執事／長老共同管理。這些情況常見於一些信徒不多的小型教會。牧師的資格一般最少要有一個神學學士學位。但亦有部份教會會按立具資深牧養經驗但沒有神學學位的長執或領袖為牧師，而將被按立的候選人一般須由資深牧師或教會的長執會推薦，再經由幾名資深牧師組成的評審委員會評審後，才會正式被按立為牧師。
梁氏出生於一個篤信道教的家庭，父親為地盤判頭，中學時在香港的靈恩派真道教會聚會並受水禮，自接受主耶穌為個人救主後，不斷研讀聖經，參與聚會、禱告。不久，因梁父深信道教，及當時大部份香港人的深厚傳統思想，認為兒女相信基督教後不會為自己死後擔番買水，所以逼梁赴加拿大溫哥華三一學院（Trinity Western College）進修，以期梁慢慢對基督教冷淡，梁氏主修電腦，副修神學及古典結他，但又因他父母發現他在加拿大更積極參與教會事奉，未畢業便離校返港。回港後參加不同教會，如復興教會、五旬節教會。
據了解，梁日華曾經修讀神學，不過已被革除會籍。在一般情況下，未完成牧師在學術上的資格，想要牧養教會，就要有資深牧師所組成的評審會就未有學位的牧師評審，情況就如香港中醫師制度（在新中醫師注冊制度下，具多年行醫經驗卻未受學院式授業的中醫師，經審核後亦可成為合法表列中醫，在限期前再參與政府考試，合格則成為注冊中醫師）。而梁氏在加拿大讀書時，因熱心於教會事奉，認識了加拿大錫安教會趙仲權牧師，在趙牧師下學習如何幫助基督徒過一個真正基督徒的信仰生活。得悉梁氏將要返港，及梁氏有一顆對香港的負擔，於是授權梁氏以差傳身份開始在香港傳教，當時梁氏生活基本開支由趙仲權牧師負責，梁氏亦會向趙仲權牧師分享香港牧養情況及取得建議。

### 「Honda」彗星論
2011年8月14日，一眾教徒收到錫安教高層在主日信息中緊急通知，聲稱一顆叫「Honda」的彗星有機會將於當日下午四時十六分撞落地球，信徒信以為真，紛紛「走難」，逃至大帽山甚至廣州等地。最後，發現子虛烏有。

### 飲用双氧水及否定醫學
1996年，梁日華分享自然療法和氧份療法，因而引發有關飲用雙氧水的醫學及聖經學的爭議。在該教的跟進行列（B09）信息中梁日華牧師提及醫治病人是神的旨意，信徒不用求醫的爭議。他指若病人没有信心就要求醫，懂得運用神醫治的「屬靈定律」就能有神蹟醫治。他此等「健康生活信息」，仍然受到外界質疑。香港袁大明醫生，聲援梁日華並在《今日睇真D》表態。

### 曲解聖經爭議
梁日華並不接受傳統神學訓練，他採用有別於傳統教會的解釋經文的方法，因而引發有關解釋經文合理性和客觀性的爭議。
梁日華否定該會的信仰立場，並非鼓勵錫安教會信徒研讀聖經，而是每天一篇栽在溪水旁幫助信徒，避免陷入世界的迷惑裏。傳統教會則鼓勵研讀聖經明白神的救贖計劃，過著更合乎神心意的屬靈生活。因而被視為輕視聖經重要性而引發有關爭議。

### 傳統禮儀及節日爭議
梁日華並不接受傳統基督教及大公教會禮儀，信徒無須守聖餐紀念耶穌基督。他認爲人只要相信就可以隨時安排浸禮加入教會，無需設立初信培育及考問心事的關卡。他認爲基督徒應否定慶祝耶誕節、復活節等節日。因蔑視傳統禮儀及節日而引發有關爭議。

### 牧者生活爭議
梁日華是否生活過份奢華引發有關斂財爭議。

### 偷羊爭議
錫安教會是否採用手段招攬其他教會會友轉入梁日華的教會存在爭議。

### 以太陽為食物
錫安教會提倡「以太陽為食物」，是由HRM（Hira Ratan Manek）所公開分享，聲稱訓練可讓身體更強壯、長壽之餘，並且一生都不再需要以進食食物來維持生命, 惟教會中並未有人能夠練成不需要進食。

### 開設公司賺取信徒金錢
錫安教會負責人梁日華委任其屬下王裕鴻管理瑞源發展有限公司，該公司主要配合梁日華的健康訊息及未日訊息而提供健康產品及逃生產品給予信徒購買，從而賺取信徒金錢，曾有女跟進員提供外間有相同產品而比瑞源發展有限公司更便宜，隨即被教會打壓。

### 附有香港電台台徽的非港台製作片段
2019年8月網上流傳附有香港電台台徽、以「雨傘運動、連儂牆、一連串暴動，他是偽旗行動……」為題的短片，長約63分鐘，題目寫有「雨傘運動、連儂牆、一連串暴動，他是偽旗行動…… （引發第三次世界大戰的罪魁禍首）」，片段開首先以美國佔領一個國家的12個步驟，又引述一名日華牧師分析當前的香港形勢，指美國影子政府製造人民革命，與策反各國政府的12個步驟相近。
香港電台8月2日發表聲明澄清有關片段絕非港台製作，並予以譴責，現正積極跟進，要求網站刪除該偽冒短片，並會作出追究。

## 知名教徒
- 譚兆偉
- 鄺志輝：錫安教末日論受害者[28]